# 布拉格会议
布拉格会议，正式名称为俄国社会民主工党第六次全俄会议，于1912年1月5日至17日在奥匈帝国布拉格召开。共有18位布尔什维克参加，斯大林和斯维尔德洛夫没有参加。

## 历史
在此次会议上，列宁及其支持者与俄国社会民主工党其他派系决裂并建立自己的组织俄国社会民主工党（布尔什维克）。虽然该会议是秘密召开的，但是沙俄的公共安全与秩序保卫部对会议内容了如指掌。列宁、季诺维也夫、罗曼·马利诺夫斯基（公共安全与秩序保卫部线人）、奥尔忠尼启则、斯潘达良（斯大林好友）、斯维尔德洛夫、菲利普·戈洛晓金被选入中央委员会。后四人与加里宁和斯大林成立了俄罗斯局以指导该党在俄罗斯的活动。会后，在列宁和季诺维也夫的建议下，缺席的斯大林也被选入中央委员会。叶莲娜·德米特里耶芙娜·斯塔索娃为俄罗斯局秘书，斯捷潘·绍米扬为候补委员，加里宁因遭到怀疑叛变也被列为候补委员。